# Departamento Capital (La Rioja)
Das Departamento Capital liegt im Osten der Provinz La Rioja im Nordwesten Argentiniens und ist eine von 18 Verwaltungseinheiten der Provinz. 
Es grenzt im Norden an die Departamentos Castro Barros und Arauco, im Osten an die Provinz Catamarca, im Süden an das Departamento Chamical und im Westen an die Departamentos General Ángel V. Peñaloza, Independencia, Chilecito und Sanagasta. 
Die Hauptstadt des Departamento Capital ist La Rioja. 

## Städte und Gemeinden
Das Departamento Capital ist in folgende Gemeinden aufgeteilt:
- La Rioja
- Bazán
- Carrizal
- Cebollar
- El Estanquito
- El Médano
- El Quemado
- La Ramadita
- San Antonio
- San Javier
- San Juan
- San Lorenzo
- Sierra Brava
- Talamuyuna
- Trampa del Tigre